# Ingenbohl
Ingenbohl est une commune suisse du canton de Schwytz, située dans le district de Schwytz.

## Géographie

Vue aérienne (1948)

Ingenbohl mesure 13,43 km2.

## Démographie
Ingenbohl compte 9 197 habitants fin 2022. Sa densité de population atteint 685 hab./km2.
Le graphique suivant résume l'évolution de la population d'Ingenbohl entre 1850 et 2008 :

## Les sœurs d'Ingenbohl
Les Sœurs de la charité de la Sainte-Croix sont une congrégation religieuse fondée en 1856 à Ingenbohl et vouée aux soins des malades et des personnes âgées ainsi qu'à l'enseignement.

## Culture et patrimoine

### Héraldique
| Blason | Blasonnement : Coupé de gueules à la croix d'argent et d'azur à la nef d'argent. |